# Demolition Man (canción)
«Demolition Man» (español: «Hombre Demolición» o «El Demoledor») es una canción interpretada por Grace Jones, lanzada como el primer sencillo de su álbum de 1981 Nightclubbing. La canción fue escrita por Sting de The Police.

## Video
La canción está incluida en el documental A One Man Show, con una marcha de varias Jones (personas usando máscaras de Grace Jones). Fotos del video más tarde fueron utilizadas para la portada del sencillo de 1982 "Nipple to the Bottle"/"The Apple Stretching".

## Lista de canciones
UK Vinilo 12" (12WIP 6673)
1. «Demolition Man»
2. «Bullshit»

UK Vinilo 7" (WIP 6673)
1. «Demolition Man»
2. «Warm Leatherette»

U.S. Vinilo 12", sencillo, 45 RPM (0-96860)
1. «Love is the Drug» (Vocal) (7:15)
2. «Demolition Man» (Vocal) (4:04)